# Carex xiphium
Carex xiphium är en halvgräsart som beskrevs av Vladimir Leontjevitj Komarov. Carex xiphium ingår i släktet starrar, och familjen halvgräs. Inga underarter finns listade i Catalogue of Life.